# Mirosław Wieński
Mirosław Wieński (ur. 16 grudnia 1960 w Białymstoku, zm. 8 sierpnia 1998 w Łomży) – polski aktor teatrów lalkowych. Występował na scenach Białostockiego Teatru Lalek. Zmarł tragicznie w wypadku samochodowym.

## Role filmowe
- U Pana Boga za piecem (1998)